# Pocket PC 2000
Pocket PC 2000, ban đầu có tên mã là "Rapier", được phát hành vào ngày 19 tháng 4 năm 2000, và được dựa trên Windows CE 3.0. Nó là phiên bản đầu tiên của cái mà sau này được gọi là họ hệ điều hành Windows Mobile, và là phiên bản kế tiếp hệ điều hành trên các PC nhỏ gọn.Khả năng tương thích ngược được giữ lại với các ứng dụng cho các PC bỏ túi đó. Pocket PC 2000 ban đầu được dự định chủ yếu cho các thiết bị Pocket PC, tuy nhiên một số thiết bị PC bỏ túi cũng có khả năng được cập nhật. Hơn nữa, một vài điện thoại Pocket PC 2000 được ra mắt, tuy nhiên nền tảng phần cứng "Smartphone" của Microsoft chưa được ra đời. Độ phân giải màn hình duy nhất được phiên bản này hỗ trợ là 240 x 320 (QVGA). Các định dạng thẻ lưu trữ di động được hỗ trợ là CompactFlash và MultiMediaCard. Các thiết bị Pocket PC không được chuẩn hóa với bất cứ cấu trúc CPU cụ thể nào. Vì vậy, Pocket PC 2000 được phát hành trên nhiều cấu trúc CPU; SH-3, MIPS, và ARM. Chức năng Tập tin Hồng ngoại (IR) là một trong những tính năng phần cứng ban đầu.
Hệ điều hành Pocket PC ban đầu có giao diện tương tự như Windows 98, Windows Me, và Windows 2000. Pocket PC 2000 đã bị ngừng hỗ trợ từ ngày 10 tháng 9 năm 2007.
Phiên bản phát hành đầu tiên có nhiều ứng dụng được tích hợp sẵn, nhiều ứng dụng trong số đó được đặt tên ứng với phiên bản trên desktop; ví dụ như Microsoft Reader, Microsoft Money, Pocket Internet Explorer và Windows Media Player. Một phiên bản của Microsoft Office có tên là Pocket Office cũng được cài đặt và bao gồm Pocket Word, Pocket Excel và Pocket Outlook. Notes, một ứng dụng ghi chú cũng được phát hành lần đầu và còn được hỗ trợ trên nhiều phiên bản Windows Mobile sau này. Hỗ trợ Nhận dạng Ký tự Thông minh cho phép Notes phân biệt các kiểu chữ viết tay để hệ điều hành học theo trong khi xử lý để cải thiện độ chính xác và mức nhận diện.